# 巴黎地鐵11號線
巴黎地铁11号线（法語：Ligne 11 du métro de Paris）为巴黎地铁路网之一，于1935年通车。本线自巴黎市中心的夏特雷起，向东北穿过右岸东北部，最终到达位於巴黎东北、屬塞納-聖但尼省的羅尼蘇布瓦。是巴黎地铁中长度最短的一条主线（不包含3号线支线和7号线支线）。

## 历史
11号线并非巴黎地铁一期路网的一部分，在14条线路（当时的13号线是分成南北两条的，故总共有14条线）中，11号线是最晚被提议修建的。而在其历史沿革中仅有1次小规模延伸。如今11号线是唯一一条没有贯通巴黎市区（连通市中心和东北郊）的地铁线。
- 1922年12月29日，巴黎市议会通过投票决议新修一条地铁连通巴黎市中心和东北部的美丽城一带，目的是为了取代日渐饱和的美丽城路面电车（法语：Tramway funiculaire de Belleville）以及缓解当地公交车的压力。
- 1931年9月，11号线正式动工兴建。施工在狭窄的路面下和私人屋苑下进行，并且地下路线还穿越了连绵的山丘和圣马丹运河。在北部美丽城地带，线路建在深达20米的，需要加固的绿色粘土层上，并且还要随地面进行一定程度的爬升；在南部靠近塞纳河的地段，线路则建在地质不稳定的河流冲积扇上。在克服了种种困难之后，1934年5月3日线路框架结构完成。次年4月28日，11号线通车，连接夏特雷站和丁香门站。
- 1937年2月17日，线路向东延伸一站至丁香镇站。原本11号线还将向东延伸，但二战爆发，巴黎被德军占领，11号线东延段工程被迫中止。1944年5月，德军见战事吃紧，遂将地下轨道移作兵器库之用，交通因此中断。德军撤出巴黎之前，大量拆卸其地下路轨，不过所幸由于线路深度大，逃过了盟军的空袭，没有造成更大的破坏。
- 战后由于线路结构损毁严重和能源短缺，11号线关闭了一段时间并进行过整修，直到1945年3月5日才恢复运营。此后线路不再有大的变更。

罗曼維爾、努瓦西勒塞克、蒙特勒伊和罗尼蘇布瓦等市镇的市长和塞纳-圣但尼省的委员会委员已经提出了11号线的东延段方案。线路将延伸5公里至国铁罗尼布瓦佩里埃站，和大区快铁E线以及未来路面电车1号线南延段对接。
该方案将耗资7.31亿欧元，线路延长后，11号线将更换现有的4节MP 59列车至最新的5节MP 09列车。
2008年9月25日，法兰西岛规划办（SDRIF）提交给法兰西岛大区委员会商议后，决定在第一阶段（2007-2013年）将11号线延长至蒙特勒伊和诺瓦西勒塞克之间，第二阶段（2014-2020年间，预计2019年）延长至罗尼蘇布瓦。2011年2月线路走向经过修改，新增一个车站。
延长工程于2016年12月正式开工。最終11號線於2024年6月13日延伸至罗尼蘇布瓦。

## 车站列表

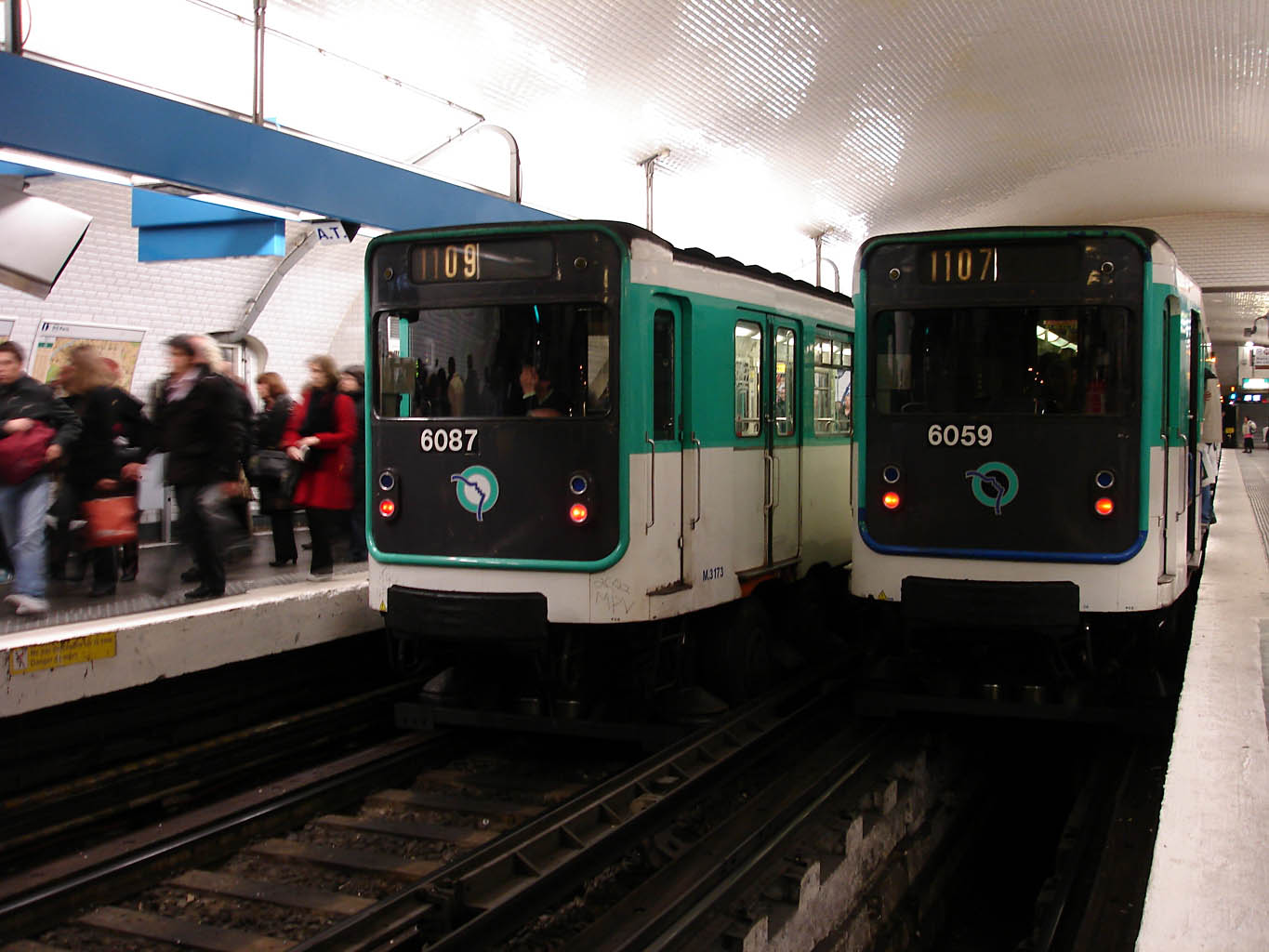
夏特雷站:停靠的两列MP 59列车

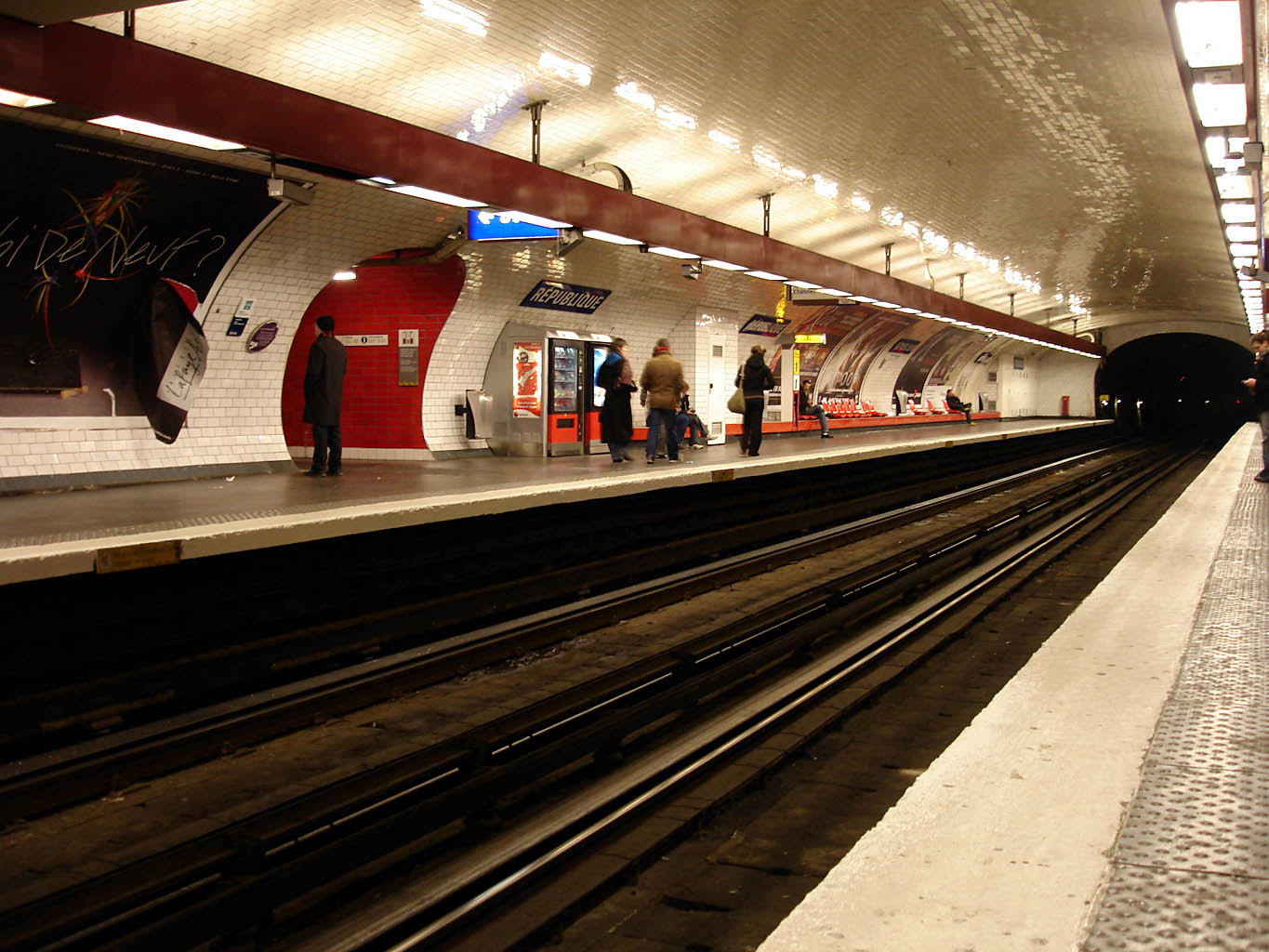
共和广场站

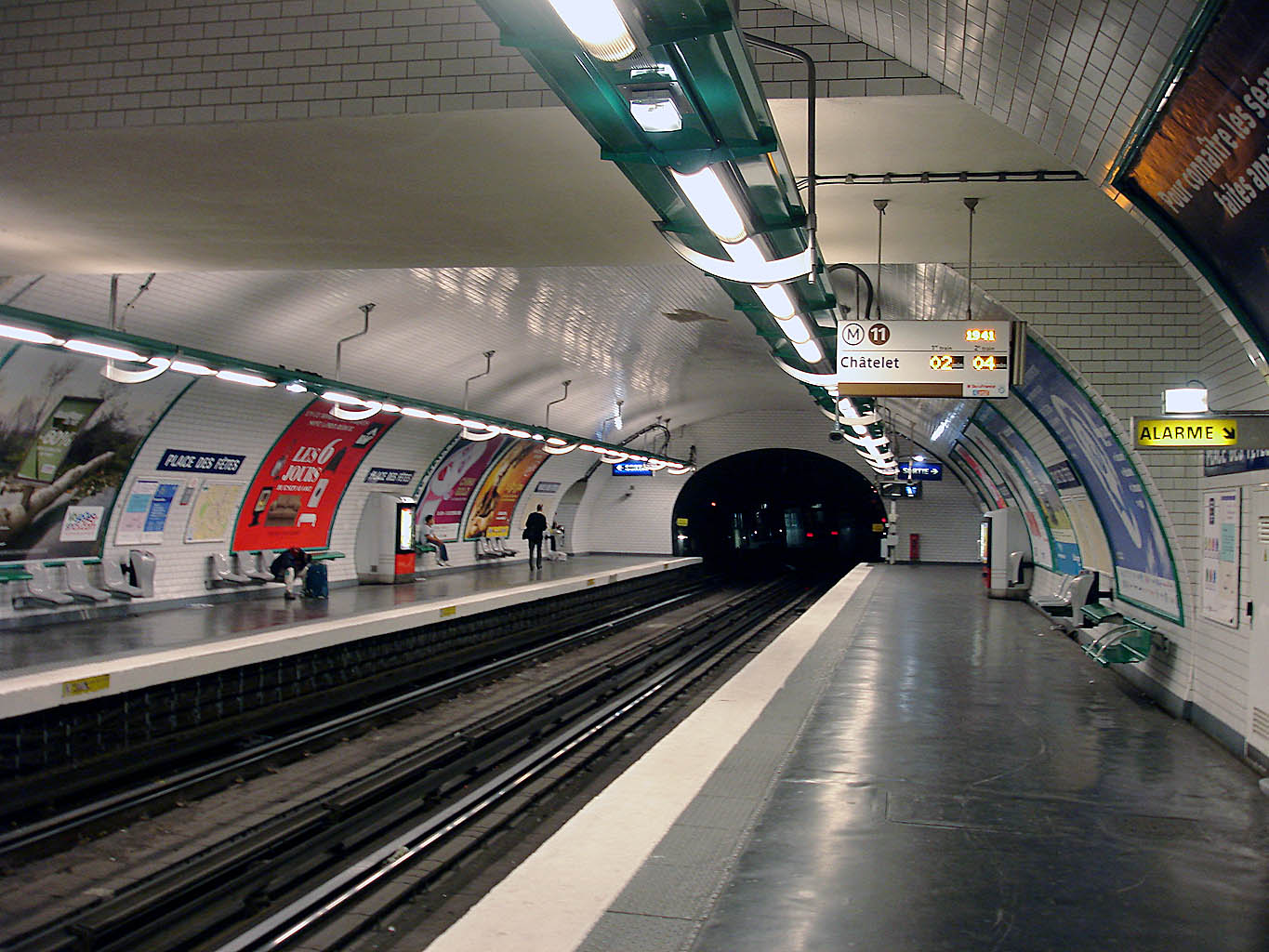
节日广场站

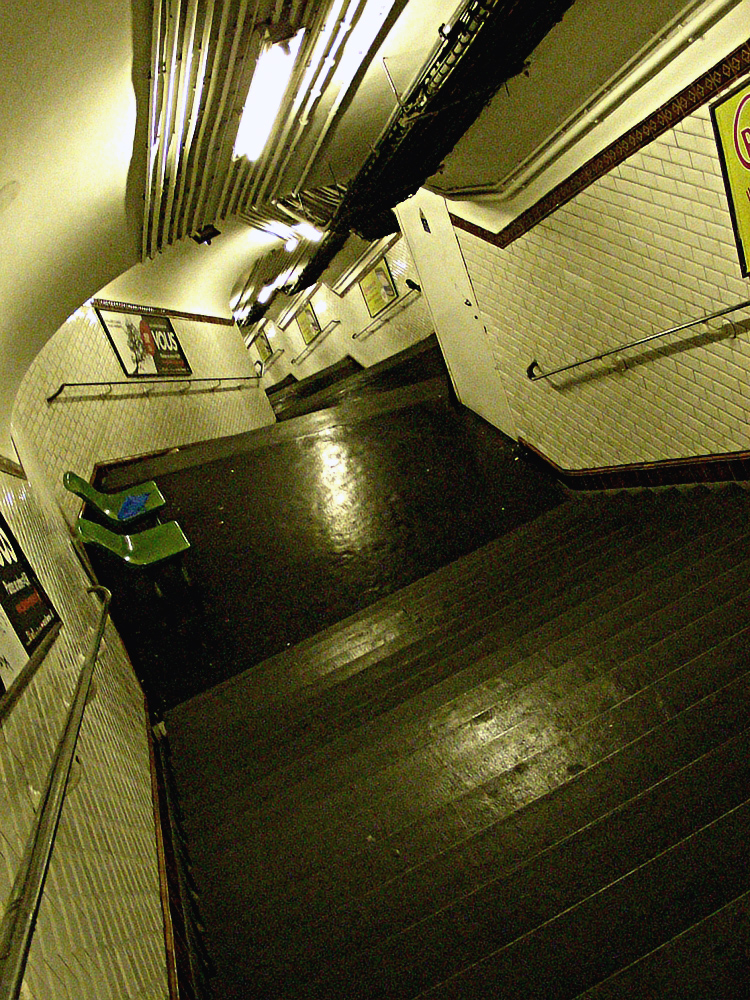
电报局站曲折的阶梯

| 中文站名         | 法文站名 | 車站相片 | 啟用日期      | 轉乘路線                    | 與前站距離（公里） | 所在地        | 所在地                   |
| ---------------- | -------- | -------- | ------------- | --------------------------- | ------------------ | ------------- | ------------------------ |
| 沙特雷           |          |          | 1935年4月28日 | （沙特雷-大堂）             | 0.0                | 巴黎          | 1區、4區                 |
| 市政廳           |          |          | 1935年4月28日 | (M) · (1)                   | 0.3                | 巴黎          | 4區                      |
| 朗布托           |          |          | 1935年4月28日 |                             | 0.5                | 巴黎          | 3區、4區                 |
| 工藝美術館       |          |          | 1935年4月28日 | (M) · (3)                   | 0.5                | 巴黎          | 3區                      |
| 共和             |          |          | 1935年4月28日 | (M) · (3) · (5) · (8) · (9) | 0.6                | 巴黎          | 3區、10區、11區          |
| 龔古爾           |          |          | 1935年4月28日 |                             | 0.6                | 巴黎          | 10區、11區               |
| 美麗城           |          |          | 1935年4月28日 | (M) · (2)                   | 0.5                | 巴黎          | 10區、11區、19區、20區   |
| 比利牛斯         |          |          | 1935年4月28日 |                             | 0.6                | 巴黎          | 19區、20區               |
| 儒爾丹           |          |          | 1935年4月28日 |                             | 0.3                | 巴黎          | 19區、20區               |
| 節日廣場         |          |          | 1935年4月28日 | (M) · (7bis)                | 0.3                | 巴黎          | 19區                     |
| 電報局           |          |          | 1935年4月28日 |                             | 0.5                | 巴黎          | 19區、20區               |
| 丁香門           |          |          | 1935年4月28日 | (M) · (3bis) · (T) · (3b)   | 0.6                | 巴黎          | 19區、20區               |
| 丁香市政府       |          |          | 1937年2月17日 |                             | 0.8                | 塞納-聖但尼省 | 丁香鎮                   |
| 賽日·甘斯布      |          |          | 2024年6月13日 |                             | 0.8                | 塞納-聖但尼省 | 丁香鎮                   |
| 羅曼維爾-卡諾    |          |          | 2024年6月13日 |                             | 1.1                | 塞納-聖但尼省 | 羅曼維爾、努瓦西勒塞克   |
| 蒙特勒伊-醫院    |          |          | 2024年6月13日 |                             | 1.3                | 塞納-聖但尼省 | 蒙特勒伊、努瓦西勒塞克   |
| 拉迪伊           |          |          | 2024年6月13日 |                             | 0.8                | 塞納-聖但尼省 | 蒙特勒伊、羅尼蘇布瓦     |
| 科托·博克萊      |          |          | 2024年6月13日 |                             | 0.5                | 塞納-聖但尼省 | 努瓦西勒塞克、羅尼蘇布瓦 |
| 羅尼-布瓦-佩里耶 |          |          | 2024年6月13日 | (RER) · (A)                 | 1.3                | 塞納-聖但尼省 | 羅尼蘇布瓦               |

### 车站设施

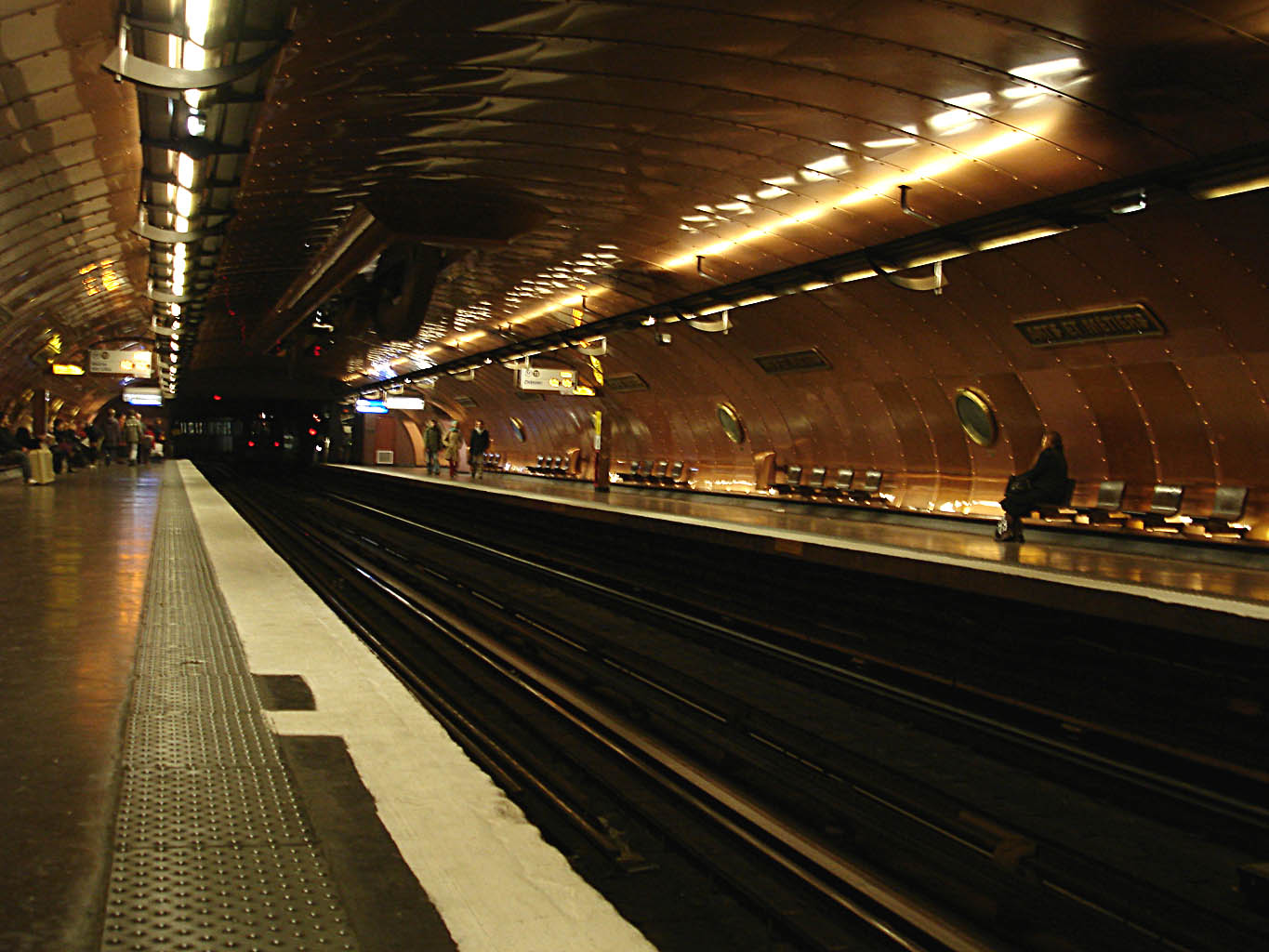
工艺美术馆站酷似潜水艇

除了全長580米、包含科托·博克萊站的高架橋外，11号线全线位于地底，大部分车站都设有两个侧式月台，右上左下。唯独夏特雷站和丁香门站在修建时基于终点站的考虑设置了一岛一侧混合式月台作车库之用。另外由于修建年代的关系，大部分换乘站，11号线的站台深度都大于其它线路站台，除了丁香门站，它的站台恰好位于3号线支线终点环路的上方。
全线车站都设有自动售票机、咨询处及列车即时资讯显示器，部分车站设有残障人士设施和升降机。

### 车站特色
- 工艺美术馆站1994年起被设计成用大量铜片铆合，外配玻璃"舷窗"，齿轮的装饰主题，酷似潜水艇。这款设计用于纪念附近的法国国立工艺学院建馆200周年。
- 丁香门站展示着纪念法国著名歌唱家乔治·巴桑的壁画。
- 电报局站的地下深度达到20米，而地面海拔高度则高达128米。

## 使用车型

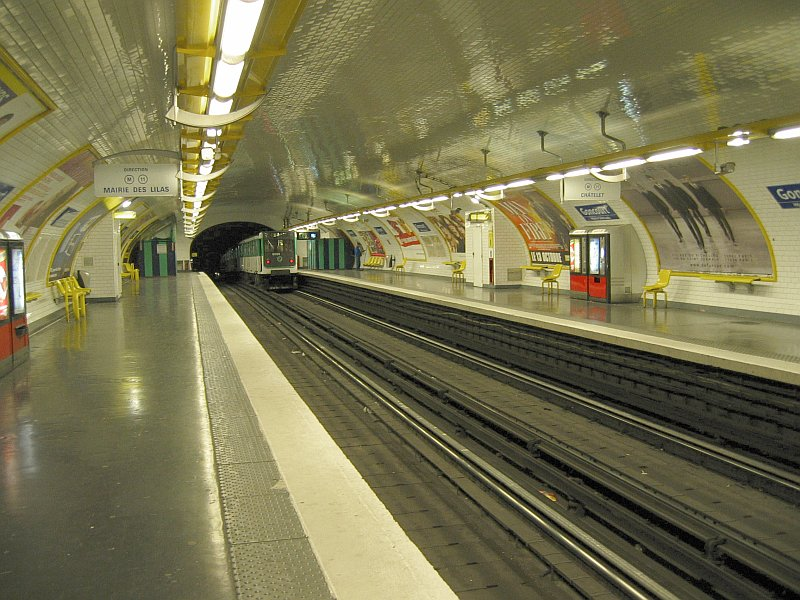
龚古尔站：往市中心方向看可以看到坡度，胶轮列车的投放有助于爬坡和制动

起初11号线使用9号线淘汰下来的斯普拉格-汤普森列车，为M2 (双马达) -AB混合型，4节一组。
战后经过4年的实验，当局决定把几条地铁线上转变为胶轮路轨系统，以适应这几条线路的客流量、线路走向弯曲度（降低磨损）和短站距（便于制动）。其中11号线由于线路弯曲度大，中途根据地形要爬坡等原因成为胶轮系统的首选。另外因线路长度短導致转变所需时间短，可以立即通过效果决定后续线路的转变。
线路在1954-1956年的夜间逐渐加装胶轮路轨的所需设备。1956年10月至次年10月，11号线逐步更换为4节的MP 55胶轮列车，原有的斯普拉格列车部分转交给2号线。
1967年，11号线成为首条配备"集中化控制驾驶"（PCC）和自动领航系统（PA）的地铁线。1977年，4辆MP 73列车（改装成4节一组）自6号线投入11号线直至1999年。
1999年随着1号线更换为现代化的MP 89列车，1号线固有的MP 59列车转给4号线使用，而4号线固有的MP 59列车则转给11号线，11号线固有的MP 55列车就此退役。与此同时，4辆MP 73列车返还给6号线，但2009年8月另有1辆MP 73列车再次投入11号线。
巴黎地鐵MP 14型列車於2023年6月1日起投入服務，並逐步代替既有的MP 59 型列車。
11號線於2024 年 5 月 23 日舉行了 MP 59 型列車的最後運行儀式。最後3列MP 59列車則於同年6月12日，即東延段通車前一日退役。該批列車在退役前是全球車齡最高（達61年）而仍進行日常運作的地鐵列車。

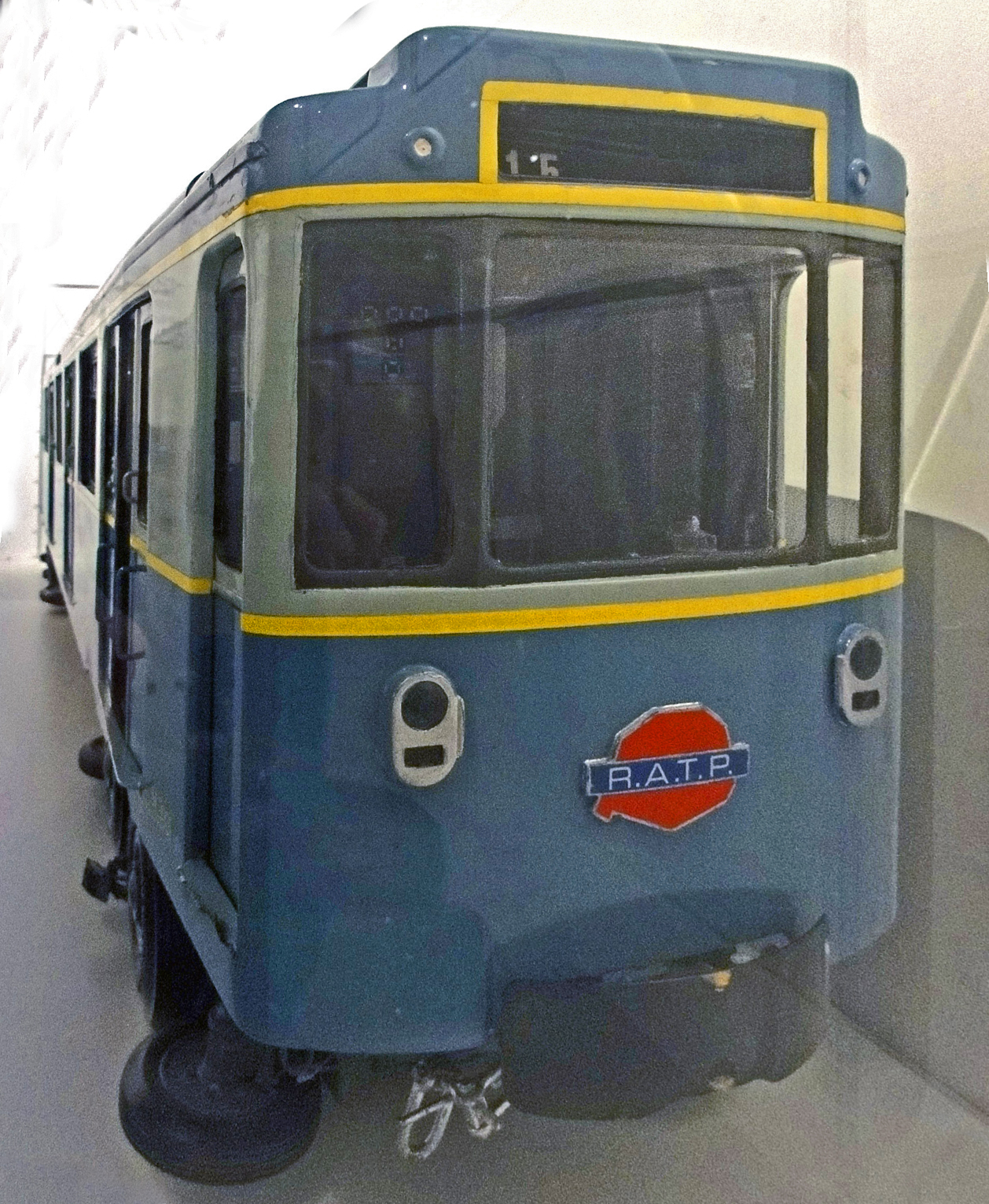
MP 55 型列車是首批於11號線運行的膠輪列車，則於1956年10月至1999年1月為11號線服務
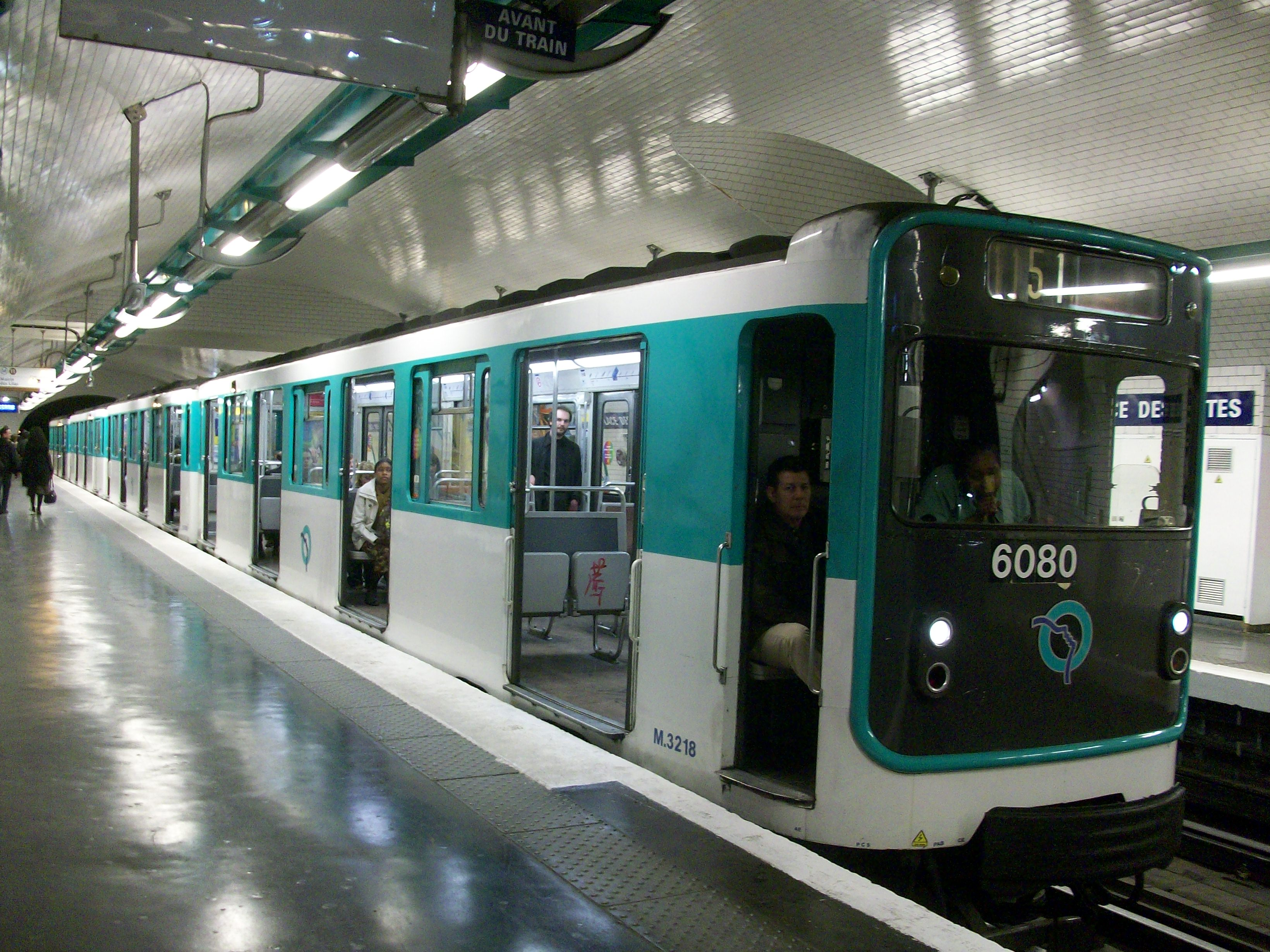
翻新後的 MP 59 型列車
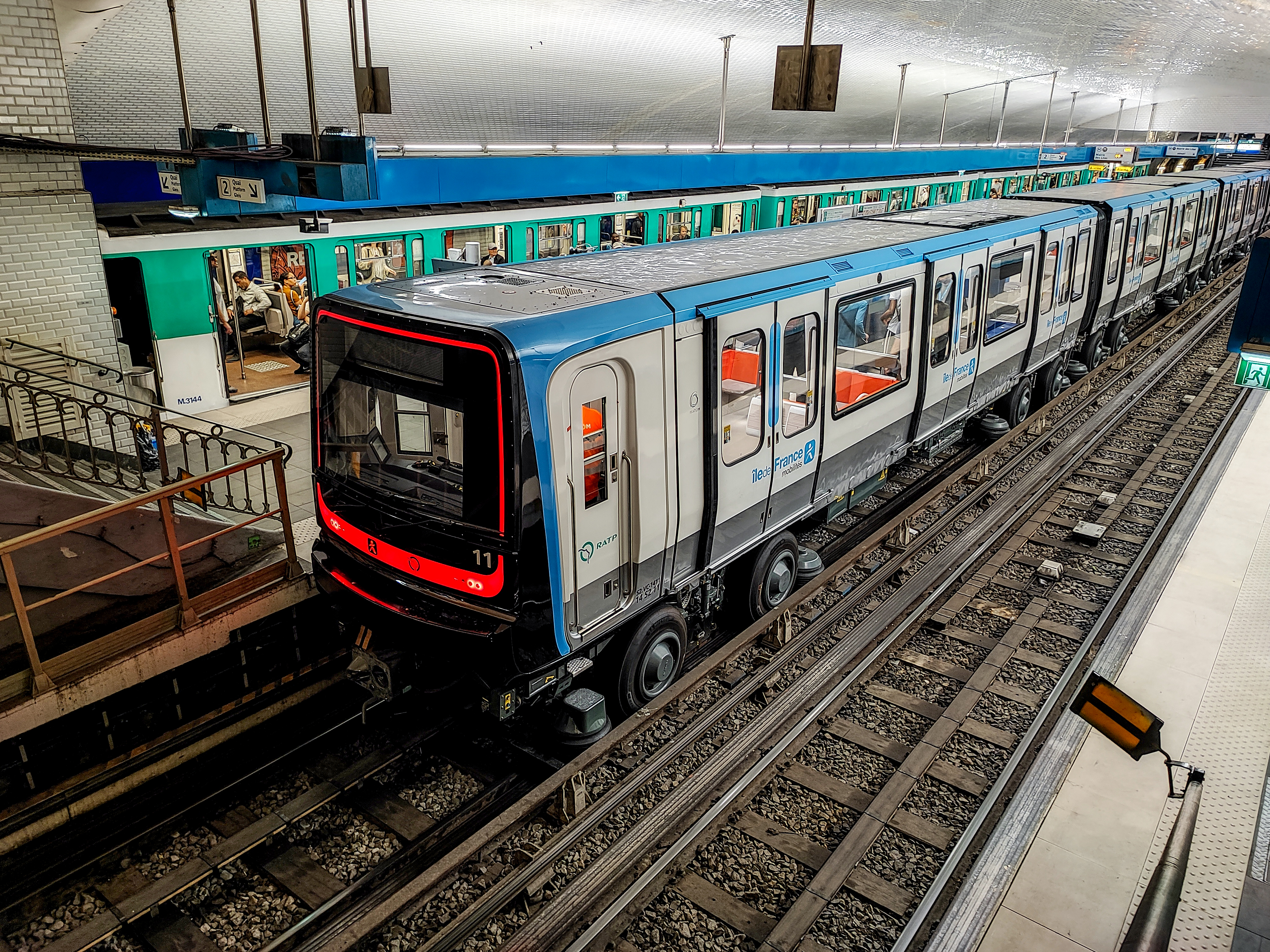
2024年6月12日一列正離開共和站的 MP 59 型列車，當日過後 MP 59 型列車就全數退役
- 2023年6月1日起投入服務的巴黎地鐵MP 14型列車

## 使用状况
由于受到线路长度的制约，11号线的客流量仅到达1号线的1/4。但从1992年到2004年，线路客流量显著增长了18.6%，仅次于同期的1号线和14号线。
| 年份              | 1992 | 1993 | 1994 | 1995 | 1996 | 1997 | 1998 | 1999 | 2000 | 2001 | 2002 | 2003 | 2004 |
| 客流量 （百万人） | 38.0 | 36.9 | 36.3 | 32.3 | 34.5 | 34.8 | 35.5 | 36.6 | 40.1 | 41.3 | 41.8 | 41.7 | 45.1 |

| 年份              | 2007 | 2008 | 2009 | 2010 | 2011 | 2012 | 2013 | 2014 | 2015 | 2016 | 2017 | 2018  | 2019  | 2020  | 2021 | 2022  | 2023 |
| 客流量 （百万人） | 46.4 | 48.3 | 47.5 | 48.5 | 49.1 | 49.7 | 48.7 | 48   | 47.7 | 47.1 | 47.1 | 47.77 | 38.54 | 22.71 | 31.1 | 39.94 | 39.7 |

2004 年，該線最繁忙的車站按降序排列（按年客流量計算）：
- 共和广场站：1514万人。
- 夏特雷站：1284万人。
- 市政厅站：1203万人。
- 美丽城站：1093万人。

## 未来计划
修訂後的大巴黎快線計劃於 2013 年 3 月 6 日公佈，計劃中 11 號線將於 2030 年再度東延至努瓦西-尚站，但目前未知該目標能否實現。如果相關工程得以展開，11 號線預計將實現完全自動化。

## 周边主要旅游景点
- 巴黎市政厅
- 蓬皮杜中心
- 工艺美术馆
- 美丽城